# Liuxi (ort i Kina, Sichuan Sheng, lat 32,16, long 106,31)
Liuxi (kinesiska: 柳溪) är en ort i Kina. Den ligger i provinsen Sichuan, i den sydvästra delen av landet, omkring 270 kilometer nordost om provinshuvudstaden Chengdu. Antalet invånare är 4 087. Befolkningen består av 2 011 kvinnor och 2 076 män. Barn under 15 år utgör 18,0 %, vuxna 15-64 år 67 %, och äldre över 65 år 14,0 %.
Runt Liuxi är det tätbefolkat, med 343 invånare per kvadratkilometer. Närmaste större samhälle är Gaopo, 8,5 km söder om Liuxi. I omgivningarna runt Liuxi växer i huvudsak blandskog.
Genomsnittlig årsnederbörd är 1 312 millimeter. Den regnigaste månaden är juli, med i genomsnitt 346 mm nederbörd, och den torraste är december, med 2 mm nederbörd.